# Burgstall (Italië)

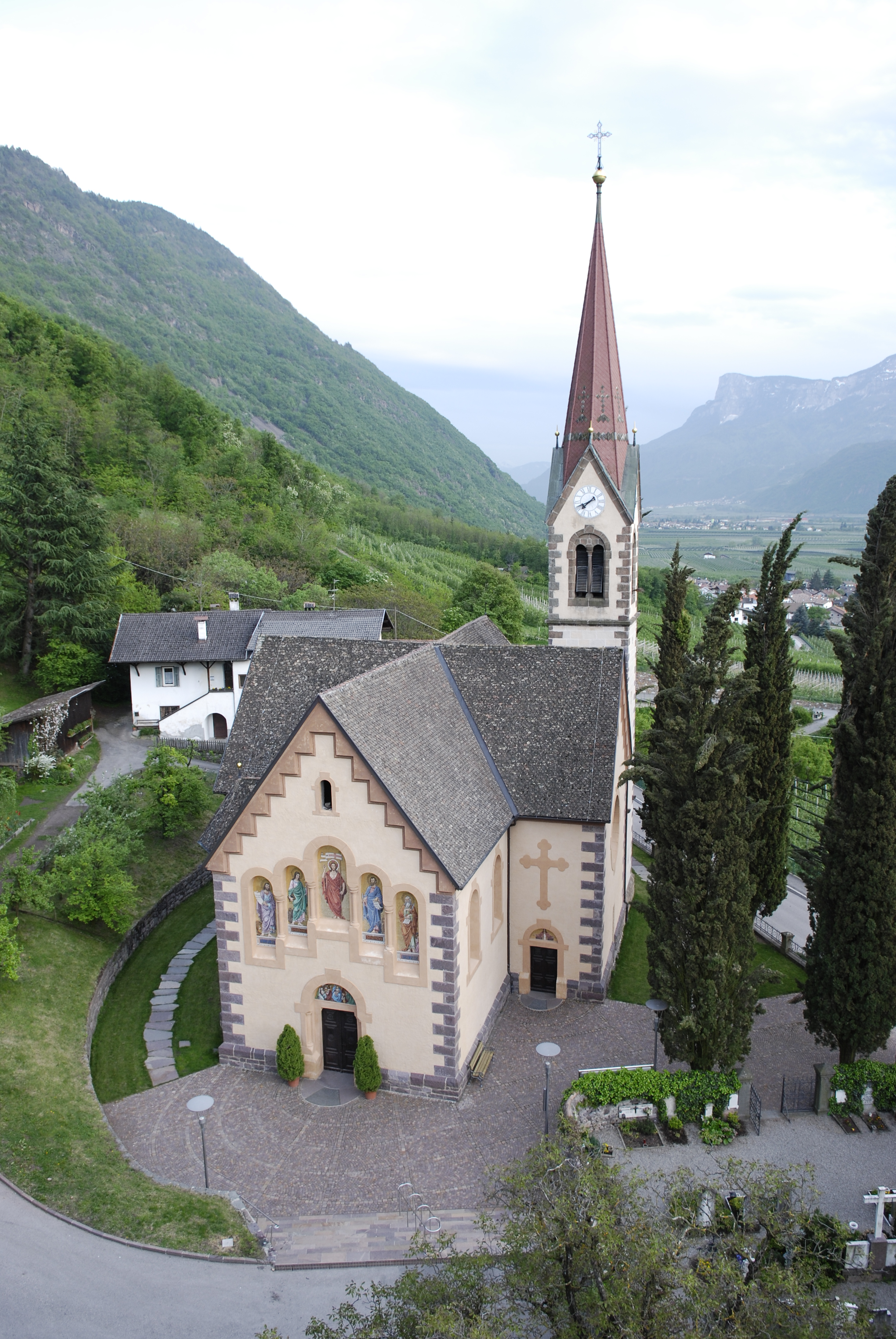

Burgstall (Italiaans: Postal) is een gemeente in de Italiaanse provincie Zuid-Tirol (regio Trentino-Zuid-Tirol) en telt 1585 inwoners (31-12-2004). De oppervlakte bedraagt 6 km², de bevolkingsdichtheid is 264 inwoners per km².

## Geografie
Burgstall grenst aan de volgende gemeenten: Gargazon, Lana, Mölten, Meran, Vöran.
Abtei/Badia · Ahrntal/Valle Aurina · Aldein/Aldino · Algund/Lagundo · Altrei/Anterivo · Andrian/Andriano · Auer/Ora · Barbian/Barbiano · Bozen/Bolzano · Branzoll/Bronzolo ·  Brenner/Brennero · Brixen/Bressanone · Bruneck/Brunico · Burgstall/Postal · Corvara/Corvara in Badia · Deutschnofen/Nova Ponente · Eppan an der Weinstraße/Appiano sulla strada del vino · Feldthurns/Velturno · Franzensfeste/Fortezza · Freienfeld/Campo di Trens · Gais · Gargazon/Gargazzone · Glurns/Glorenza · Graun im Vinschgau/Curon Venosta · Gsies/Valle di Casies · Hafling/Avelengo · Innichen/San Candido · Jenesien/San Genesio Atesino · Kaltern an der Weinstraße/Caldaro sulla strada del vino · Karneid/Cornedo all'Isarco · Kastelbell-Tschars/Castelbello-Ciardes · Kastelruth/Castelrotto · Kiens/Chienes · Klausen/Chiusa · Kuens/Caines · Kurtatsch an der Weinstraße/Cortaccia sulla strada del vino · Kurtinig an der Weinstraße/Cortina sulla strada del vino · Laas/Lasa · Lajen/Laion · Lana · Latsch/Laeces · Laurein/Lauregno · Leifers/Laives · Lüsen/Luson · Mals/Malles Venosta · Marebbe/Enneberg · Margreid an der Weinstraße/Magrè sulla strada del vino · Marling/Marlengo · Martell/Martello · Meran/Merano · Mölten/Meltina · Montan/Montagna · Moos in Passeier/Moso in Passiria · Mühlbach/Rio di Pusteria · Mühlwald/Selva dei Molini · Nals/Nalles · Naturns/Naturno · Natz-Schabs/Naz-Sciaves · Neumarkt/Egna · Niederdorf/Villabassa · Olang/Valdaora · Partschins/Parcines · Percha/Perca · Pfalzen/Falzes · Pfatten/Vadena · Pfitsch/Val di Vizze · Plaus · Prad am Stilfserjoch/Prato allo Stelvio · Prags/Braies · Prettau/Predoi · Proveis/Proves · Rasen-Antholz/Rasun-Anterselva · Ratschings/Racines · Riffian/Rifiano · Ritten/Renon · Rodeneck/Rodengo · Salurn/Salorno · Sand in Taufers/Campo Tures · Sankt Leonhard in Passeier/San Leonardo in Passiria · Sankt Lorenzen/San Lorenzo di Sebato · Sankt Martin in Passeier/San Martino in Passiria · St. Martin in Thurn/San Martino in Badia · Sankt Pankraz/San Pancrazio · St. Christina in Gröden/Santa Cristina Valgardena · St. Ulrich/Ortisei · Sarntal/Sarentino · Schenna/Scena · Schlanders/Silandro · Schluderns/Sluderno · Schnals/Senales · Sexten/Sesto · Sterzing/Vipiteno · Stilfs/Stelvio · Taufers im Münstertal/Tubre · Terenten/Terento · Terlan/Terlano · Tiers/Tires · Tirol/Tirolo · Tisens/Tesimo · Toblach/Dobbiaco · Tramin an der Weinstraße/Termeno sulla strada del vino · Truden im Naturpark/Trodena nel parco naturale · Tscherms/Cermes · Ulten/Ultimo · Unsere Liebe Frau im Walde-St. Felix/Senale-San Felice · Vahrn/Varna · Villanders/Villandro · Villnöß/Funes · Vintl/Vandoies · Völs am Schlern/Fiè allo Sciliar · Vöran/Verano · Waidbruck/Ponte Gardena · Welsberg-Taisten/Monguelfo-Tesido · Welschnofen/Nova Levante  · Wengen/La Valle · Wolkenstein in Gröden/Selva di Val Gardena
1. ↑  https://demo.istat.it/?l=it.